# یک زندگی جدید (فیلم ۲۰۰۹)
یک زندگی جدید (انگلیسی: A Brand New Life؛‏ کره‌ای: 여행자) فیلم محصول کره جنوبی در سال ۲۰۰۹ است. این فیلم در سئول سال ۱۹۷۵ واقع شده است و داستان دختری را به تصویر می‌کشد که توسط پدرش در یک یتیم‌خانه کاتولیک رها شده و در تلاش برای سازگاری با زندگی جدید است.
یک زندگی جدید در ۲۹ اکتبر ۲۰۰۹ در کره جنوبی منتشر شد. این فیلم بیش از ۱۶۷٬۷۷۶ دلار آمریکا فروخت و مورد تحسین منتقدان قرار گرفت. این فیلم چندین جایزه از جمله جایزه بهترین فیلم آسیایی در بیست و دومین جشنواره بین‌المللی فیلم توکیو دریافت کرد.